# The Royal Welshbrug
De The Royal Welshbrug is een verkeersbrug over de Dieze in 's-Hertogenbosch. De brug werd op 31 juli 2015 geopend voor het verkeer.
De brug bestaat feitelijk uit twee bruggen, een brug voor langzaam verkeer en een brug voor autoverkeer.
De bruggen lopen parallel aan de nieuwe Diezespoorbruggen die in 2013 zijn geopend, en volgen hetzelfde ontwerp met de goudkleurige 'netkous'-afwerking.
De naam The Royal Welshbrug is een eerbetoon aan de 53rd Welsh Division die hielp bij de bevrijding van 's-Hertogenbosch aan het eind van de Tweede Wereldoorlog.
Onder de brug was in 2015 een plakkaat geplaatst die diverse keren getroffen werd door vandalisme. In 2022 is daarop een nieuw exemplaar geplaatst gemaakt van natuursteen.
Het plakkaat bevat de tekst:

De Royal Welshbrug

Na een bezettingsperiode van vierenhalf jaar en een zesdaagse krijgshaftige bevrijdingsslag door de 53e Welsh Division (thans Royal Welsh), werd de stad 's-Hertogenbosch op 27 oktober 1944 bevrijd.
's-Hertogenbosch heeft zijn relatie met de Royal Welsh gekoesterd in het besef dat de naoorlogse ontwikkeling van de stad in zijn volle breedte tot bloei kon komen dankzij de inzet van dappere militairen uit het Verenigd Koninkrijk, en in het bijzonder uit Wales. Als eerbetoon is met de naamgeving van de Royal Welshbrug en het zichtbaar maken van de Roll of Honour - de 146 namen van de Britse militairen die voor de vrijheid van 's-Hertogenbosch het hoogste offer brachten - uiting gegeven aan de dankbaarheid van de getroffen oorlogsgeneratie en alle daaropvolgende generaties.

('s-Hertogenbosch, 27 oktober 2015 MMXXII)

## Afbeeldingen

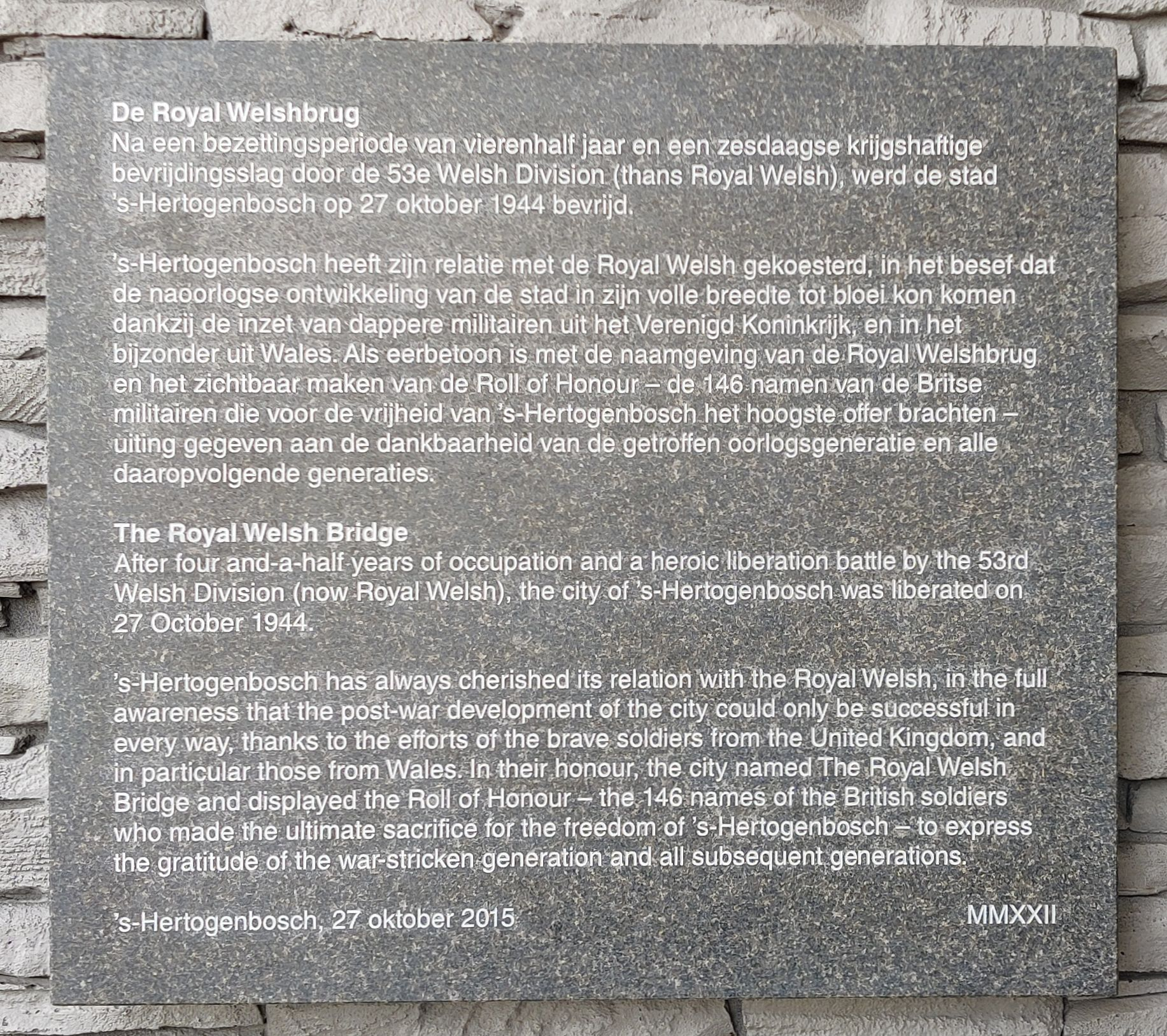
Plakkaat links
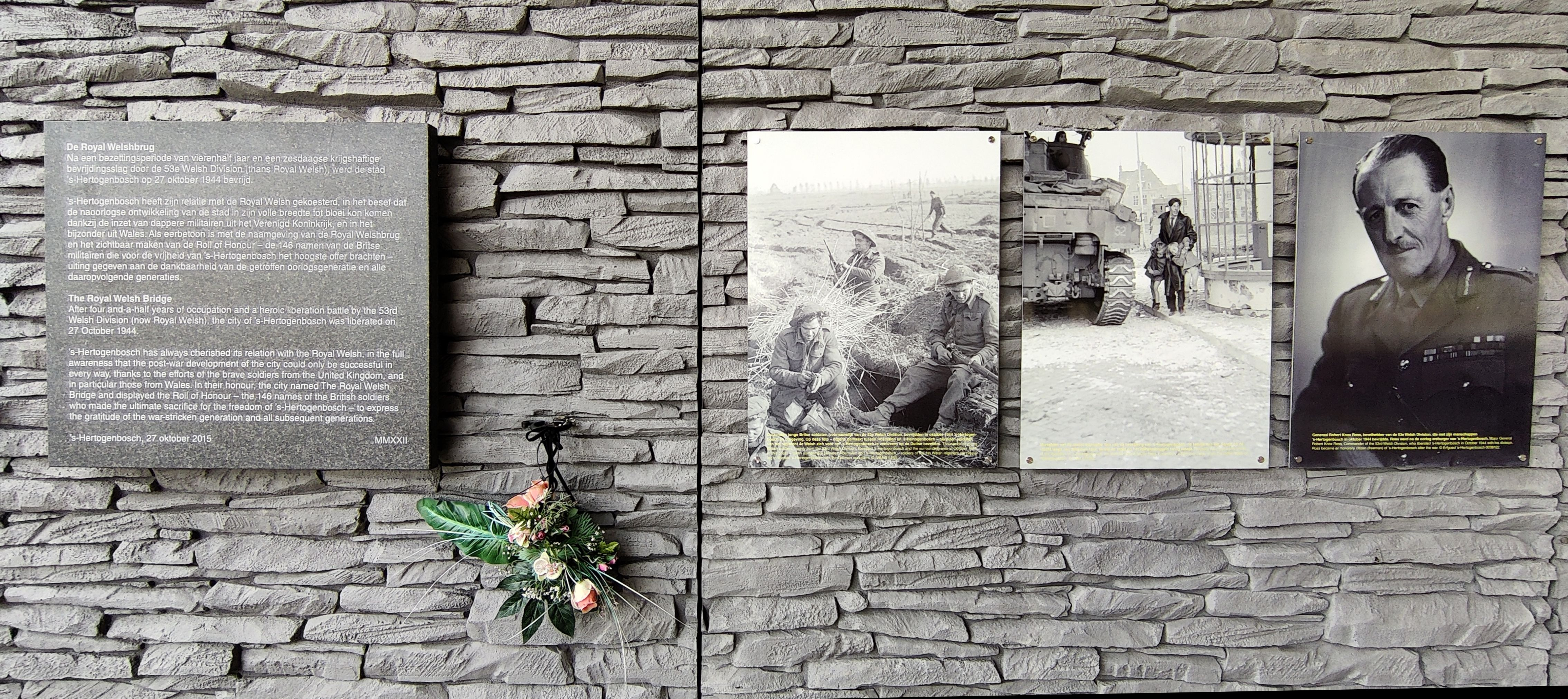
Plakkaat geheel
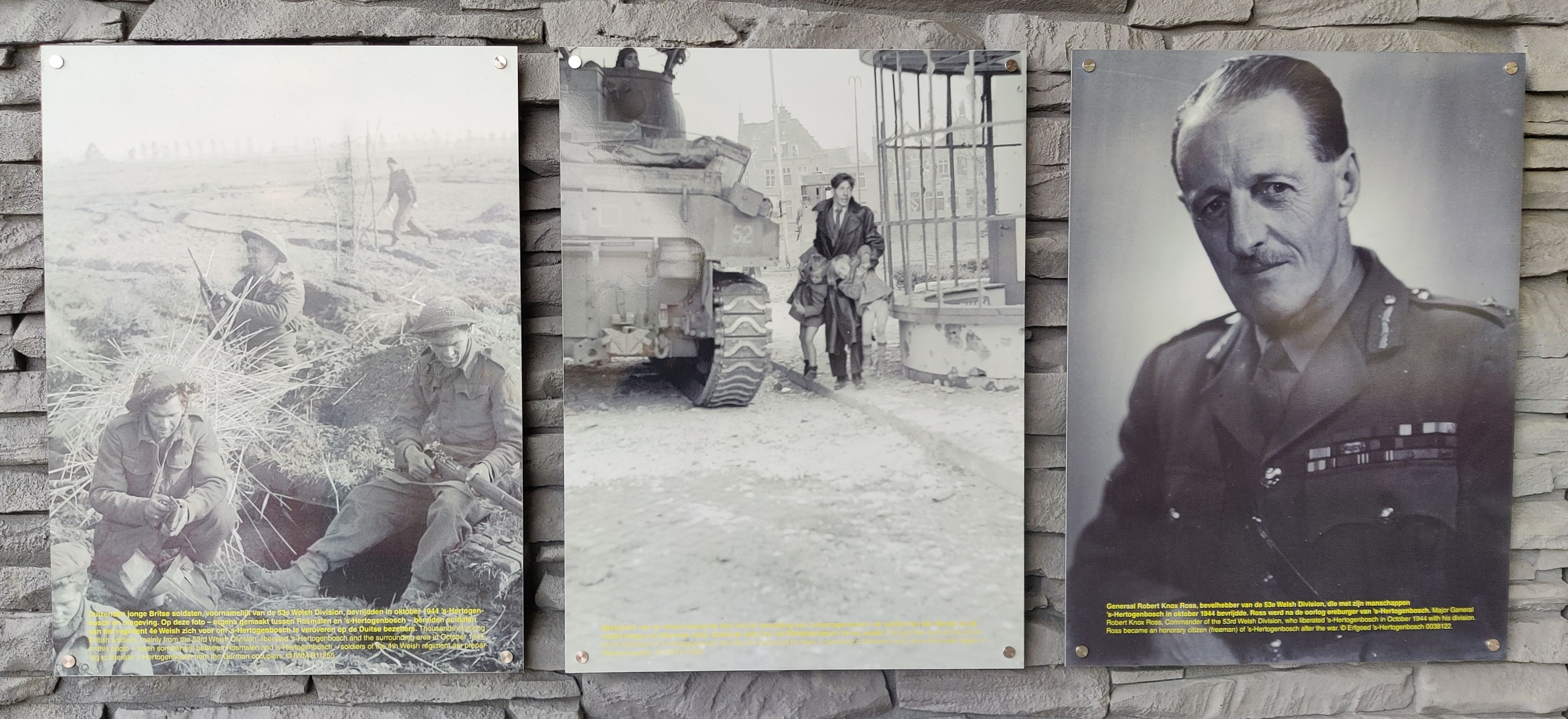
Plakkaat rechts